# (5994) Якубович
(5994) Якубович (лат. Yakubovich) — типичный астероид главного пояса, открыт 29 сентября 1981 года советским астрономом Людмилой Журавлёвой в Крымской астрофизической обсерватории и 4 мая 1999 года назван в честь телеведущего Леонида Якубовича.

## Обнаружение и именование
(5994) Якубович
Открыт 29 сентября 1981 года в Научном Л. В. Журавлёвой.
Назван в честь писателя, драматурга и тележурналиста Леонида Аркадьевича Якубовича (р. 1945). Его высокое профессиональное мастерство и тонкое чувство юмора привели к тому, что он стал режиссёром самых популярных общероссийских телевизионных программ, таких как «Поле чудес» и «Колесо истории».
Оригинальный текст (англ.)5994 Yakubovich
Discovered 1981-09-29 by Zhuravleva, L. V. at Nauchnyj.
Named in honor of Leonid Arkadʹevich Yakubovich (b. 1945), writer, dramatist and television journalist. His high professional skill and fine sense of humor led to his becoming director of the most popular all-Russian television programs, such as Field of miracles and Wheel of history.
Источники: DISCOVERY.DB; M.P.C. 34622.

## Орбита

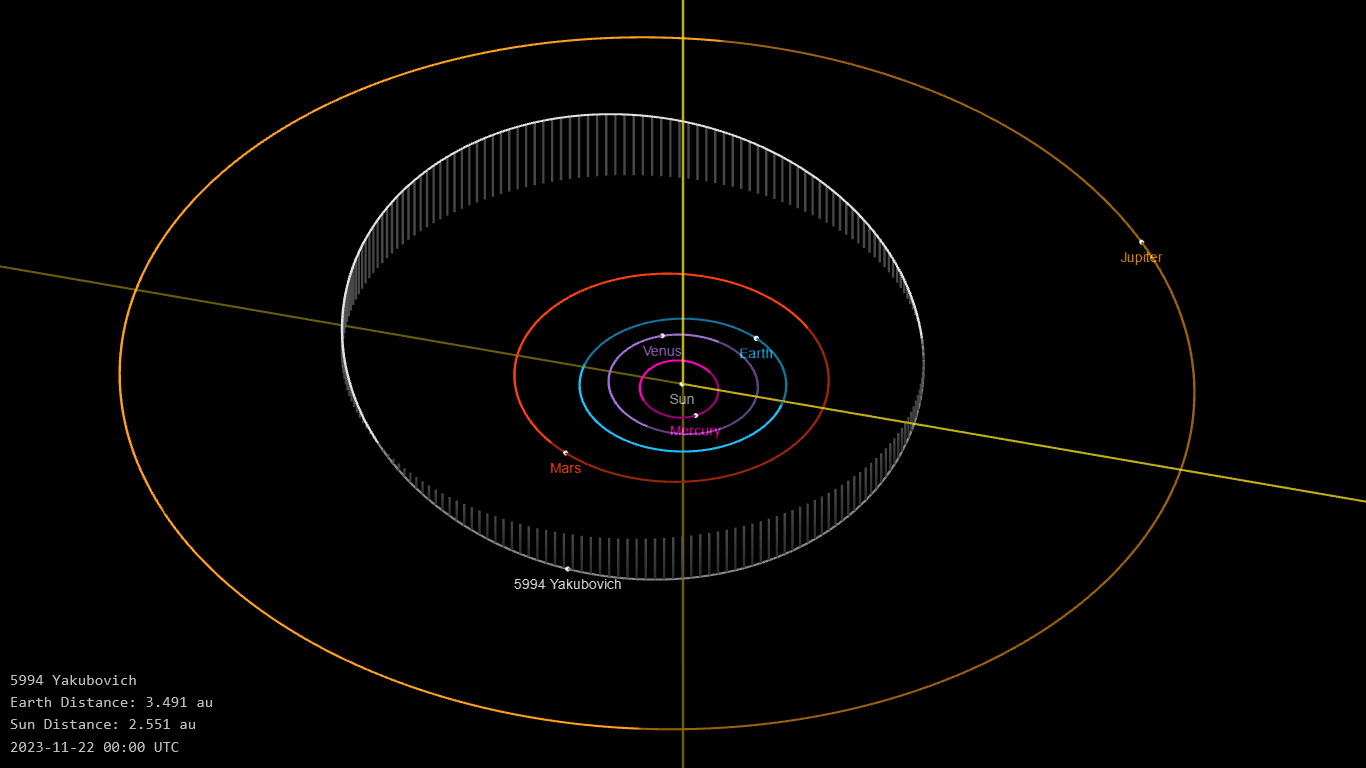
Орбита астероида Якубович и его положение в Солнечной системе

## Физические характеристики
Астероид относится к таксономическому классу C.
По результатам наблюдений в видимом и ближнем инфракрасном диапазоне космического телескопа NEOWISE диаметр астероида сначала оценивался равным 9,33±2,29 км, позже — 11,575±1,160 км. Согласно тем же источникам альбедо оценивается как 0,31±0,23 и 0,484±0,318.